# Roodpoothalmkruiper
De roodpoothalmkruiper ook wel bekend als aardbeiloopkever (Harpalus rufipes) is een keversoort uit de familie van de loopkevers (Carabidae). De wetenschappelijke naam van de soort werd in 1774 gepubliceerd door Charles De Geer. De soort wordt ook wel in het geslacht Pseudoophonus geplaatst.
De kever wordt 10 tot 17 millimeter lang. Hij is zwart met rode poten. De soort is polyfaag en kan zich ontwikkelen tot plaaginsect in de teelt van aardbeien.
De soort komt voor in een groot deel van het Palearctisch gebied en is geïntroduceerd in Noord-Amerika.